# Louis Blaize de Maisonneuve
Pour les articles homonymes, voir Blaize.
Louis Blaize de Maisonneuve, communément appelé Louis Blaize, est un homme politique français né le 26 juillet 1784 à Saint-Malo (Ille-et-Vilaine) et décédé le 12 avril 1864 à Saint-Malo.

## Biographie
Fils homonyme de Louis Blaize de Maisonneuve et beau frère de Robert Surcouf, qui a épousé sa sœur Marie-Catherine, il est négociant, armateur, président du tribunal de commerce, conseiller municipal de Saint-Malo et conseiller général. 
Député d'Ille-et-Vilaine, il soutient la Monarchie de Juillet du 23 juin 1830 au 31 mai 1831  puis du 5 juillet 1831 au 4 avril 1833, date de sa démission. Il est fait Chevalier de la Légion d'honneur le 16 mai 1836.